# Scincella barbouri
Scincella barbouri är en ödleart som beskrevs av  Leonhard Hess Stejneger 1925. Scincella barbouri ingår i släktet Scincella och familjen skinkar. Inga underarter finns listade i Catalogue of Life.